# Campeonato Europeo de Judo de 2020
El LXVIII Campeonato Europeo de Judo se celebró en Praga (República Checa) entre el 19 y el 21 de noviembre de 2020 bajo la organización de la Unión Europea de Judo (EJU) y la Federación Checa de Judo.
Las competiciones se realizaron en la O₂ Arena de la capital checa.

## Calendario
| Fecha→ Categoría ↓ | Ju 19 | Vi 20 | Sá 21 |
| ------------------ | ----- | ----- | ----- |
| –60 kg             | ●     |       |       |
| –66 kg             | ●     |       |       |
| –73 kg             |       | ●     |       |
| –81 kg             |       | ●     |       |
| –90 kg             |       |       | ●     |
| –100 kg            |       |       | ●     |
| +100 kg            |       |       | ●     |

| Fecha→ Categoría ↓ | Ju 19 | Vi 20 | Sá 21 |
| ------------------ | ----- | ----- | ----- |
| –48 kg             | ●     |       |       |
| –52 kg             | ●     |       |       |
| –57 kg             | ●     |       |       |
| –63 kg             |       | ●     |       |
| –70 kg             |       | ●     |       |
| –78 kg             |       |       | ●     |
| +78 kg             |       |       | ●     |

## Medallistas

### Masculino
| Evento          | Oro                         | Plata                         | Bronce                                                    |
| --------------- | --------------------------- | ----------------------------- | --------------------------------------------------------- |
| –60 kg (19.11)  | Robert Mshvidobadze · Rusia | Yago Abuladze · Rusia         | Francisco Garrigós · España · Jorre Verstraeten · Bélgica |
| –66 kg (19.11)  | Orxan Səfərov Azerbaiyán    | Tal Flicker Israel            | Denis Vieru Moldavia Kilian Le Blouch Francia             |
| –73 kg (20.11)  | Victor Sterpu Moldavia      | Lasha Shavdatuashvili Georgia | Rüstəm Orucov · Azerbaiyán · Tommy Macias · Suecia        |
| –81 kg (20.11)  | Tato Grigalashvili Georgia  | Ivailo Ivanov Bulgaria        | Luka Maisuradze · Georgia · Matthias Casse · Bélgica      |
| –90 kg (21.11)  | Mijail Igolnikov · Rusia    | Nemanja Majdov Serbia         | Beka Gviniashvili Georgia Məmmədəli Mehdiyev Azerbaiyán   |
| –100 kg (21.11) | Peter Paltchik Israel       | Arman Adamian · Rusia         | Jorge Fonseca Portugal Zelim Kotsoyev Azerbaiyán          |
| +100 kg (21.11) | Tamerlan Bashayev · Rusia   | Inal Tasoyev · Rusia          | Guram Tushishvili Georgia Levan Matiashvili Georgia       |

### Femenino
| Evento         | Oro                         | Plata                          | Bronce                                                    |
| -------------- | --------------------------- | ------------------------------ | --------------------------------------------------------- |
| –48 kg (19.11) | Shirine Boukli Francia      | Andrea Stojadinov Serbia       | Distria Krasniqi · Kosovo · Katharina Menz · Alemania     |
| –52 kg (19.11) | Odette Giuffrida · Italia   | Andreea Chițu · Rumania        | Charline Van Snick · Bélgica · Estrella López · España    |
| –57 kg (19.11) | Hedvig Karakas · Hungría    | Telma Monteiro Portugal        | Sarah-Léonie Cysique · Francia · Theresa Stoll · Alemania |
| –63 kg (20.11) | Clarisse Agbegnenou Francia | Magdalena Krssakova · Austria  | Martyna Trajdos · Alemania · Juul Franssen · Países Bajos |
| –70 kg (20.11) | Margaux Pinot Francia       | Sanne van Dijke · Países Bajos | Madina Taimazova · Rusia · Marie-Ève Gahié · Francia      |
| –78 kg (21.11) | Madeleine Malonga Francia   | Luise Malzahn · Alemania       | Karla Prodan · Croacia · Loriana Kuka · Kosovo            |
| +78 kg (21.11) | Romane Dicko Francia        | Iryna Kindzerska Azerbaiyán    | Rochele Nunes · Portugal · Yelyzaveta Kalanina · Ucrania  |

## Medallero
| Núm. | País         | Oro | Plata | Bronce | Total |
| ---- | ------------ | --- | ----- | ------ | ----- |
| 1    | Francia      | 5   | 0     | 3      | 8     |
| 2    | Rusia        | 3   | 3     | 1      | 7     |
| 3    | Georgia      | 1   | 1     | 4      | 6     |
| 4    | Azerbaiyán   | 1   | 1     | 3      | 5     |
| 5    | Israel       | 1   | 1     | 0      | 2     |
| 6    | Moldavia     | 1   | 0     | 1      | 2     |
| 7    | Hungría      | 1   | 0     | 0      | 1     |
| 7    | Italia       | 1   | 0     | 0      | 1     |
| 9    | Serbia       | 0   | 2     | 0      | 2     |
| 10   | Alemania     | 0   | 1     | 3      | 4     |
| 11   | Portugal     | 0   | 1     | 2      | 3     |
| 12   | Países Bajos | 0   | 1     | 1      | 2     |
| 13   | Austria      | 0   | 1     | 0      | 1     |
| 13   | Bulgaria     | 0   | 1     | 0      | 1     |
| 13   | Rumania      | 0   | 1     | 0      | 1     |
| 16   | Bélgica      | 0   | 0     | 3      | 3     |
| 17   | España       | 0   | 0     | 2      | 2     |
| 17   | Kosovo       | 0   | 0     | 2      | 2     |
| 19   | Croacia      | 0   | 0     | 1      | 1     |
| 19   | Suecia       | 0   | 0     | 1      | 1     |
| 19   | Ucrania      | 0   | 0     | 1      | 1     |
|      | TOTAL        | 14  | 14    | 28     | 56    |